# Блум, Джошуа
Джо́шуа Блум (нем. Joshua Bluhm, 11 сентября 1994, Киль, Шлезвиг-Гольштейн) — немецкий бобслеист, выступающий за сборную Германии с 2013 года. Двукратный серебряный призёр чемпионатов мира.

## Спортивная карьера
Принимал участие в Олимпийских играх 2014 в Сочи, где в составе экипажа Томаса Флоршюца в четвёрках занял 7-е место.
В активе Джошуа Блума одна победа на этапе Кубка мира в четвёрках в составе экипажа Максимилиана Арндта.
На чемпионате мира 2015 года Джошуа выиграл серебряную медаль в двойках (с Йоханнесом Лохнером).